# Crook megye (Wyoming)
Crook megye az Amerikai Egyesült Államokban, azon belül Wyoming államban található. Megyeszékhelye és legnagyobb városa Sundance. Lakosainak száma 7181 fő (2020. április 1.). Crook megye Campbell, Weston, Lawrence, Butte, Carter és Powder River megyékkel határos.

## Népesség
A megye népességének változása:
| Lakosok száma | 7109 | 7128 | 7166 | 7184 | 7444 | 7181 |
|               | 2010 | 2011 | 2012 | 2013 | 2015 | 2020 |